# 50-й Венецианский кинофестиваль
50-й Венецианский международный кинофестиваль проходил в Венеции, Италия с 31 августа по 11 сентября, 1993 года.

## Жюри
- Питер Уир (президент, Австралия),
- Мохамед Камара (Гвинея),
- Пьер-Анри Дело (Франция),
- Карла Гравина (Италия),
- Джузеппе Торнаторе (Италия),
- Джеймс Айвори (Великобритания),
- Чэнь Кайгэ (КНР),

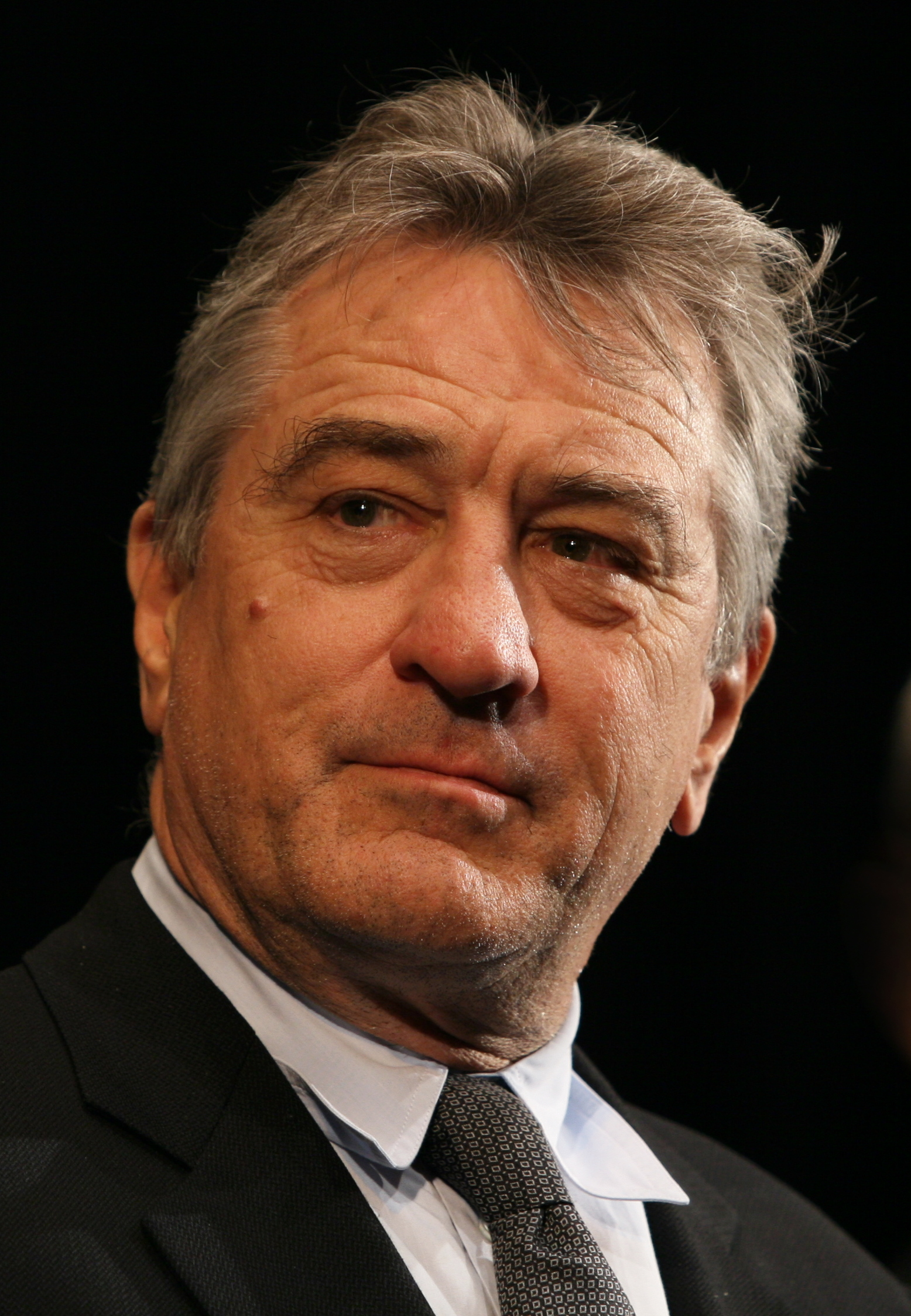
Роберт Де Ниро, лауреат премии «Золотой лев» 1993 года за вклад в мировой кинематограф

- Нелсон Перейра дус Сантус (Бразилия),
- Абдула Сидран (Югославия).

## Конкурсная программа
| Название                           | Оригинальное название         | Режиссёр             | Страна                           |
| ---------------------------------- | ----------------------------- | -------------------- | -------------------------------- |
| Разговор с человеком из шкафа      | Rozmowa z człowiekiem z szafy | Мариуш Гжегожек      | Польша                           |
| Где ты? Я здесь                    | Dove siete? Io sono qui       | Лилиана Кавани       | Италия                           |
| Тень сомнения                      | L’ombre du doute              | Алин Иссерманн       | Франция                          |
| Стреляй!                           | ¡Dispara!                     | Карлос Саура         | Испания · Италия                 |
| Даже девушки-ковбои иногда грустят | Even Cowgirls Get the Blues   | Гас Ван Сент         | США                              |
| Раз, два, три... замри!            | Un, deux, trois, soleil       | Бертран Блие         | Франция                          |
| Я не хочу об этом говорить         | De Eso No Se Habla            | Мария Луиза Бемберг  | Аргентина · Италия               |
| Короткие истории                   | Short Cuts                    | Роберт Олтмен        | США                              |
| Здесь на Земле                     | Aqui na Terra                 | Жуан Бутелью         | Португалия                       |
| Три цвета: Синий                   | Trois Couleurs: Bleu          | Кшиштоф Кесьлёвский  | Польша · Франция · Швейцария     |
| Непослушный Бабби                  | Bad Boy Bubby                 | Рольф де Хир         | Австралия · Италия               |
| А теперь – огонь                   | La prossima volta il fuoco    | Фабио Карпи          | Италия · Франция · Швейцария     |
| Разделённая душа                   | Un’anima divisa in due        | Сильвио Сольдини     | Италия                           |
| Искушение монаха                   | You Senge                     | Клара Ло             | Гонконг                          |
| Пустомеля                          | Za zui zi                     | Мяомяо Лю            | Китай                            |
| Увы, мне                           | Hélas pour moi                | Жан-Люк Годар        | Франция                          |
| Опасная игра                       | Dangerous Game                | Абель Феррара        | США                              |
| Кош ба кош                         | Kosh ba kosh                  | Бахтиёр Худойназаров | Таджикистан · Россия · Швейцария |

## Награды
- Золотой лев: Короткий монтаж, режиссёр Роберт Олтмен, и «Три цвета: Синий», режиссёр Кшиштоф Кесьлёвский
- Серебряный лев — Особый приз жюри: Непослушный Бабби, режиссёр Рольф Де Хер
- Серебряный лев — Специальный приз за лучшую режиссуру: Бахтиёр Худойназаров — Кош ба кош
- Кубок Вольпи за лучшую мужскую роль: Фабрицио Бентивольо — Разделённая душа
  - Кубок Вольпи за лучшую мужскую роль второго плана: Марчелло Мастроянни — Раз, два, три... замри!'
- Кубок Вольпи за лучшую женскую роль: Жюльет Бинош — Три цвета: Синий
  - Кубок Вольпи за лучшую женскую роль второго плана: Анна Бонаюто — Где ты? Я здесь
  - Кубок Вольпи за лучший актёрский ансамбль: Короткий монтаж
- Золотой лев за вклад в мировой кинематограф: Клаудия Кардинале, Роберт Де Ниро, Роман Полански и Стивен Спилберг